# Boris Ananjew
Boris Giersimowicz Ananjew (ur. 14 sierpnia 1907 we Władykaukazie, zm. 18 maja 1972 w Leningradzie) – radziecki psycholog i pedagog.

## Życiorys
Pracę naukową rozpoczął w 1928 roku, od 1944 był profesorem Uniwersytetu Leningradzkiego. Od 1955 był członkiem Akademii Nauk Pedagogicznych ZSRR. W okresie najbardziej aktywnej działalności naukowo-badawczej, w latach 1951–1960, był dyrektorem Naukowo-Badawczego Instytutu Pedagogiki w Leningradzie. 
Jego badania naukowe obejmowały zagadnienia psychologii ogólnej oraz psychologii dziecka. Badania koncentrowały się na problematyce wrażeń oraz spostrzeżeń. Jako dyrektor Instytutu kierował badaniami nad strukturami treści kształcenia ogólnego.

## Ważniejsze prace
- Psichołogija piedagogiczeskoj ocenki, 1935
- Prostranstwiennoje razliczenije, 1955
- Psichołogija czuwstwiennogo poznanija, 1960
- Tieorija oszczuszczenij, 1961
- czełowiek kak priedmiet poznanija, 1968
- O problemach sowremiennogo czełowiekoznanija, 1977
- Izbrannyje psichołogiczeskije trudy, t. 1–2, 1980